# Домпьер-сюр-Бебр
Домпье́р-сюр-Бебр (фр. Dompierre-sur-Besbre) — коммуна во Франции, находится в регионе Овернь. Департамент коммуны — Алье. Административный центр кантона Домпьер-сюр-Бебр. Округ коммуны — Мулен.
Код INSEE коммуны — 03102.

## Население
Население коммуны на 2008 год составляло 3216 человек.
| 1962 | 1968 | 1975 | 1982 | 1990 | 1999 | 2008 |
| ---- | ---- | ---- | ---- | ---- | ---- | ---- |
| 3528 | 4031 | 4115 | 4040 | 3807 | 3477 | 3216 |

## Экономика

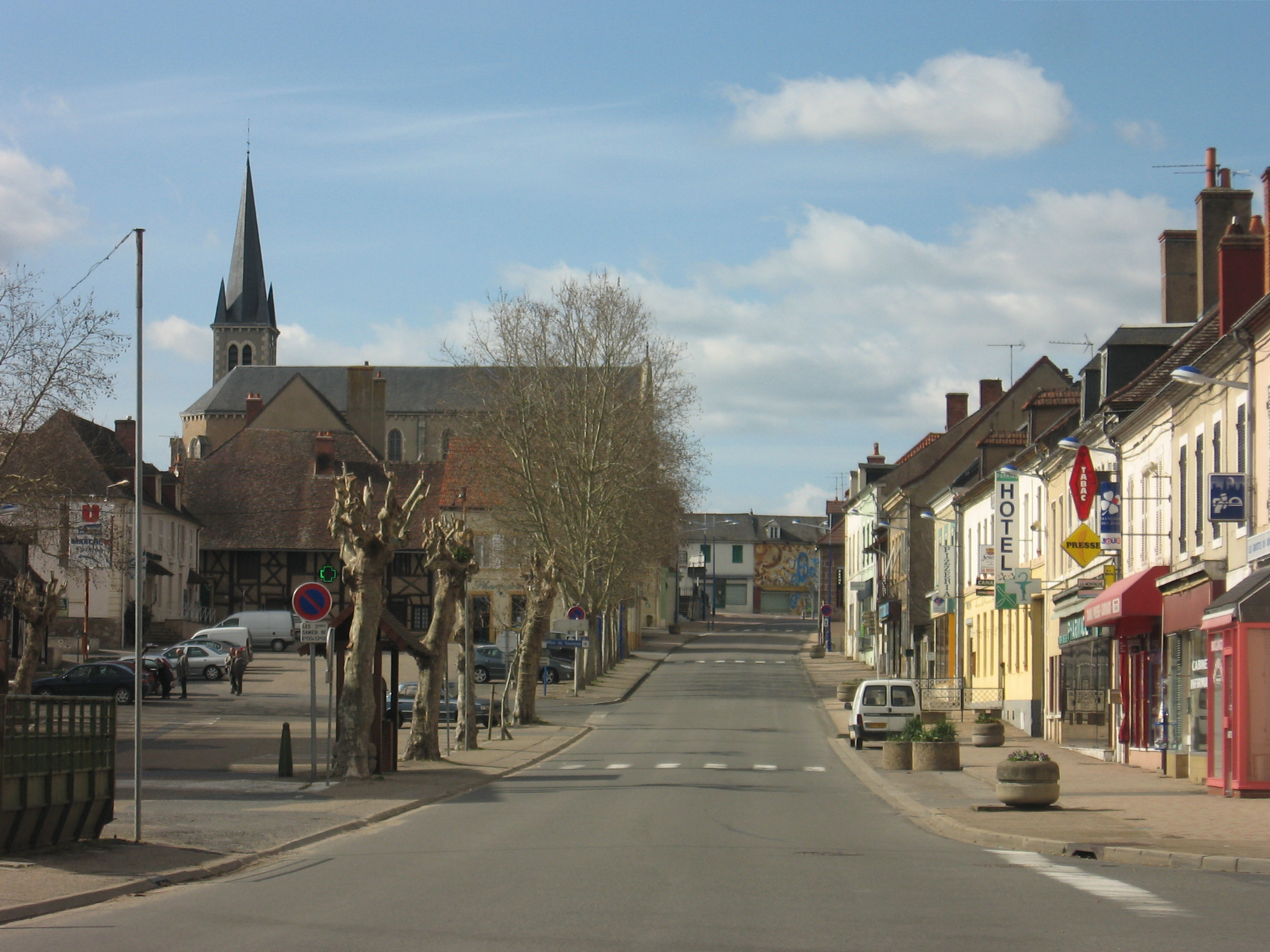
Домпьер-сюр-Бебр

В Домпьере есть отделение автомобильной компании PSA Peugeot Citroën, производящее детали тормозной системы и двигателей.
В 2007 году среди 1963 человек в трудоспособном возрасте (15—64 лет) 1413 были экономически активными, 550 — неактивными (показатель активности — 72,0 %, в 1999 году было 65,8 %). Из 1413 активных работали 1227 человек (700 мужчин и 527 женщин), безработных было 186 (75 мужчин и 111 женщин). Среди 550 неактивных 105 человек были учащимися или студентами, 216 — пенсионерами, 229 были неактивными по другим причинам.

## Достопримечательности
- Церковь Св. Иосифа (XIX век)
- Замок (XIX век)
- Бывший монастырь (переделан под больницу)